# ヴィック・ダモーン
ヴィック・ダモーン（Vic Damone、本名：ヴィト・ロッコ・ファリノーラ、1928年6月12日 - 2018年2月11日）は、アメリカ合衆国のポピュラー音楽の歌手および俳優。ヴィック・ダモン、ビック・ダモーンとも表記される。

## 略歴
ニューヨーク州出身のイタリア系アメリカ人。ペリー・コモに見出され、甘いマスクと美声を武器に1950年代のスター歌手となる。主なヒット曲に「君住む街角」「めぐり逢い」「ひき潮」などがある。フランク・シナトラに「業界最高の声帯の持ち主」と評されたことも有名。
1950年代の早い頃から、俳優としてメトロ・ゴールドウィン・メイヤーと契約し、『アテナ』や『キスメット』などの映画に出演している。

## 私生活

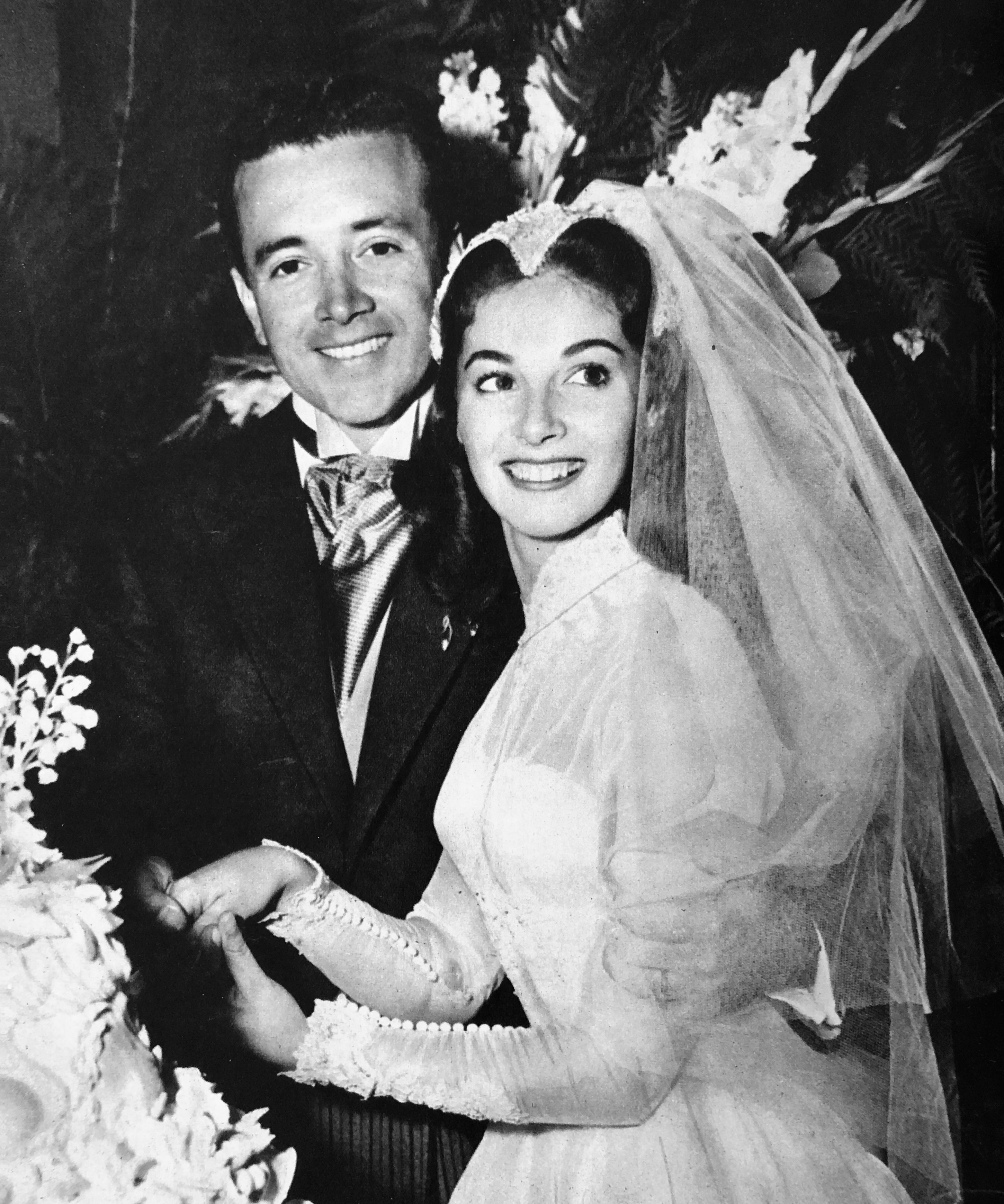
1954年11月、ピア・アンジェリと結婚。

1954年11月24日、ジェームズ・ディーンの恋人だったことでも知られる女優のピア・アンジェリと結婚した。アンジェリのほか、女優で歌手のダイアン・キャロルを含む5度の結婚歴がある。